# Jože Hrovat (filozof)
Jože Hrovat, slovenski filozof fenomenolog in publicist, * 1973.

## Življenje
Jože Horvat je leta 2008 na Filozofski fakulteti Univerze v Ljubljani doktoriral iz filozofije s tezo Arheologija biti: telesnost med subjektiviteto in objektiviteto pod mentorstvom Tineta Hribarja.

## Objave, izbor

### Akademski članki
- Arheologija biti: telesnost med subjektiviteto in objektiviteto, Phainomena 51/52 (jul. 2005), str. 23-48
- Svet kot filozofski problem: poskus tematizacije in z njo povezani problemi, Phainomena 64/65 (jun. 2008), str. 197-213

### Publicistični članki
- Uporabna vrednost stranke SDS, Planet Siol.net, 18. februar 2013
- Janez Janša in apokrifna zgodovina, Planet Siol.net, 12. februar 2013
- Kaj hoče Nemčija?, Planet Siol.net, 13. december 2011